# Michael Müller-Wille
Michael Müller-Wille (ur. 1 marca 1938 w Münsterze, zm. 12 listopada 2019 w Kilonii) – niemiecki prehistoryk, profesor, rektor Uniwersytetu w Kilonii.

## Życiorys
Jego ojcem był profesor Uniwersytetu Wilhelma w Münster, gdzie on sam podjął w 1958 r. studia z prahistorii, które potem kontynuował w Uppsali i Montpelier. W tym czasie jego zainteresowania naukowe skupiały się głównie na badaniach osadniczych, w tym uprawie roli w epoce żelaza. Tematyce osadniczej pozostał wierny do końca życia. Studia ukończył rozprawą Pola uprawne z epoki żelaza na wybrzeżach Morza Północnego. Napisał ją pod kierunkiem prof. Kurta Tackenberga.
Po ukończeniu studiów zatrudnił się w Rheinisches Museum w Bonn, gdzie skierował swoją uwagę na rezydencje typu motte (w 1966 r. opublikował katalog wszystkich takich osad z terenu Nadrenii wraz z podsumowaniem badawczym). W 1964 doktoryzował się z zakresu uprawy pól na kontynentalnym wybrzeżu Morza Północnego w epoce żelaza (publikacja pracy nastąpiła rok później). W 1965 r. przeprowadził się do Kilonii, gdzie został asystentem prof. H. Hinza na Uniwersytecie Christiana Albrechta. Badał wówczas kulturę duchową mieszkańców Europy północnej, w tym obrządki pogrzebowe elit społecznych i pochówki w łodziach. Opublikował jedną z podstawowych syntez z zakresu archeologii skandynawskiej. W 1976 r. wydał publikację opisującą pochówki w łodzi z Haithabu (Hedeby), a potem z Ille de Groix (Bretania) oraz wyczerpujące studium na temat wczesnośredniowiecznych pochówków koni w zachodniej i północnej Europie. Badał groby skandynawskie, chrześcijańskie groby królewskie zachodniej Europy, a także kurhany z czasów wędrówek ludów. Była zainteresowany rytuałami i zwyczajami ofiarnymi (w tym zakresie ogłosił liczne publikacje), a także uzbrojeniem, narzędziami i wyposażeniem jeździeckim. 
Od 1970 r. do 1975 r. był tzw. privatdozentem, a od 1975 r. do 1976 r. profesorem nadzwyczajnym w Kilonii. W 1976 r. powołano go na stanowisko profesora zwyczajnego Uniwersytetu Johanna Gutenberga w Moguncji. Pracował tam do roku 1981. Interesował się wówczas zagadnieniami kontynuacji osadniczej pomiędzy okresem rzymskim, a merowińskim w Nadrenii. W tym czasie podjął kontakty z naukowcami polskimi, w tym z Uniwersytetu im. Adama Mickiewicza w Poznaniu. Badał również osadnictwo niemieckie nad Morzem Północnym, przy granicach z Danią. W 1981 r. został profesorem zwyczajnym w Kilonii, a w latach 1989-1992 piastował funkcję rektora tego uniwersytetu. 
Kierował znaczącymi projektami badawczymi, m.in. osadnictwa na terenach Langballigau, potem w rejonie Angeln i Schwansen, budowy tam nad Morzem Północnym, czy ośrodka osadniczego w Kosel (Szlezwik). Kierował pracami badawczymi słowiańskiego grodziska w Oldenburgu, prowadzonymi wespół z archeologami ukraińskimi. Sprawiło to, że zainteresował się osadnictwem i kulturą Słowian.
Był członkiem m.in. Deutsches Archäologisches Institut w Berlinie, Römisch-Germanische Komission we Frankfurcie nad Menem, Akademie der Wissenschaften w Moguncji, rady Instytutu Herdera w Marburgu, Jungius-Gesselschaft der Wissenschaften w Hamburgu i Société Royale des Letters w Lund. Otrzymał tytuły doktora honoris causa Uniwersytetu w Umea i UAM w Poznaniu (ten drugi w 1995).